# Canal de Augustów
El canal de Augustów ( en polaco: Kanał Augustowski, en bielorruso: Аўгустоўскі канал  ) es un canal transfronterizo construido por el Reino de Polonia (en unión personal con el Imperio Ruso) en el siglo XIX en el actual Voivodato de Podlaskie del noreste de Polonia y la región de Grodno en el noroeste de Bielorrusia (entonces el Voivodato de Augustów del Reino de Polonia ). Desde el momento de su construcción, el canal fue descrito por los expertos como una maravilla tecnológica, con numerosas compuertas que contribuían a su atractivo estético.
Fue el primer canal en Europa Central que proporcionó un enlace directo entre los dos ríos principales, el río Vístula a través del río Biebrza - un afluente del río Narew, y el río Niemean a través de su afluente - el río Czarna Hancza, y proporcionó un enlace con el Mar Negro al sur a través del canal Oginski, el río Daugava, el canal Berezina y el río Dnieper. Utiliza una depresión del canal postglacial, que forma la cadena de lagos de Augustów, y los valles fluviales del Biebrza, el Netta, el Czarna Hancza y el Niemen, lo que permitió integrar perfectamente el Canal con los elementos circundantes del entorno natural.
Las razones que motivaron la construcción del canal de Augustów fueron tanto políticas como económicas. En 1821 Prusia introdujo unos derechos de aduana muy elevados para el tránsito de mercancías del Imperio Ruso a través de su territorio, lo que dificultaba el acceso de los comerciantes a los puertos marítimos del Báltico a través del río Vístula. En 1822 se concedieron al Reino de Polonia medidas de autonomía comercial del área aduanera del Imperio Ruso. En los años 1823-1839 se construyó una vía fluvial, que pasaba por el territorio prusiano, con la intención de unir, a través del canal Windawski, el centro del Reino Ruso de Polonia con el puerto marítimo báltico de Ventspils, en la provincia de Curlandia. Este objetivo fue abandonado debido a los disturbios causados por el Levantamiento de Noviembre de 1830-1831 contra Rusia y a la revisión de los acuerdos comerciales con Prusia.
La parte terminada del canal Augustów siguió siendo una vía navegable interior de importancia local utilizada para el transporte marítimo comercial y para transportar madera hacia y desde los ríos Vístula y Niemen hasta que quedó obsoleta por la red ferroviaria regional.

## Historia

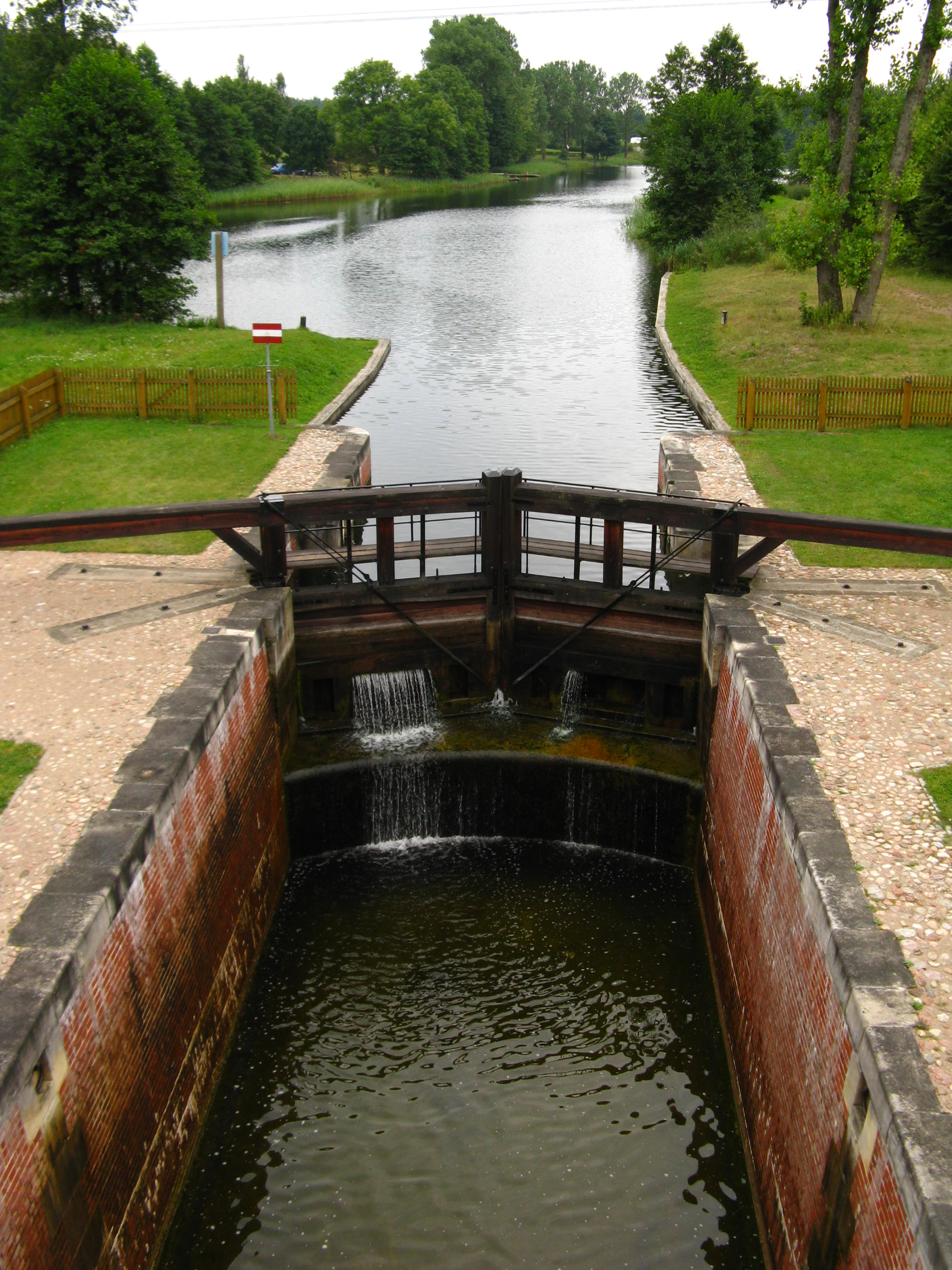
El canal de Augustów entre Gorczyckie y los lagos de Orle

### Construcción y explotación(1821-1850)
Las razones detrás de la construcción del Canal Augustów fueron tanto políticas como económicas. En 1821, Prusia introdujo aranceles aduaneros muy altos para el tránsito de mercancías del Imperio Ruso a través de su territorio, lo que de hecho obstaculizó el acceso a sus puertos marítimos para los comerciantes que operaban fuera del territorio prusiano. En 1822, el Reino de Polonia obtuvo la autonomía comercial del área aduanera del Imperio Ruso. La idea del ministro de Economía polaco, Franciszek Ksawery Drucki-Lubecki, era independizar la nueva ruta comercial del puerto marítimo prusiano de Danzig (Gdańsk).
En agosto de 1822 Franciszek Ksawery Drucki-Lubecki dio la orden de planificar una vía fluvial desde los ríos Narew y Biebrza hasta el río Niemen y luego hasta la desembocadura del río Windau en el mar Báltico. Los estudios de campo para unir las cuencas del Niemen y del Vístula se iniciaron con los permisos del Ministerio de Comunicaciones ruso en 1823. El grupo de campo ruso estaba dirigido por el teniente coronel Reeze del Cuerpo de Ingenieros de Transporte y el teniente coronel Ignacy Prądzyński de la Intendencia General del Ejército Polaco. Reeze y Pradzynski se reunieron en Grodno el 28 de junio de 1823. El teniente coronel Pradzynski y cuatro oficiales del cuerpo de ingenieros realizaron el levantamiento topográfico del territorio polaco concentrándose principalmente en los lagos cercanos a Augustow y en el río Chorna Gancha. Al mismo tiempo, el grupo de Reeze trabajó en el río Biebrza y en los ríos menores de Lososna, Tatarka y Polilia.
En 1823-1839 se construyó una vía fluvial diseñada por el general Ignacy Prądzyński, el general e ingeniero francés Jan Chrzciciel de Grandville Malletski y el general Jan Paweł Lelewel, que incluía edificios y estructuras de ingeniería hidráulica, destinada a circunvalar el territorio prusiano y unir el centro del Reino de Polonia con el puerto marítimo báltico de Ventspils (en polaco: Windawa). La construcción de la sección final "windawski" de la vía fluvial ( Canal Windawski ), que debía conectar la nueva ruta comercial con Ventspils, se abandonó debido a los disturbios causados por el Levantamiento de noviembre de 1830-1831 contra Rusia y a la revisión de los acuerdos comerciales con Prusia.

### Decadencia y abandono (1850-1920)
Durante la segunda mitad del siglo XIX, la red ferroviaria, como el cercano ferrocarril San Petersburgo-Varsovia, comenzó a reemplazar al canal como el principal medio de transporte de mercancías. El canal empezó a decaer gradualmente, a partir de 1852 sólo transportaba productos forestales y desde mediados de la década de 1860 el canal se deterioró y se abrió en algunas partes.

### Renacimiento y destrucción (1920-1945)
La Primera Guerra Mundial y la guerra polaco-soviética causaron algunos daños al canal, pero fue reconstruido por la Segunda República Polaca a principios de la década de 1920. Entre las guerras mundiales, el canal se convirtió por primera vez en una atracción turística. Era una ruta turística pintoresca que brindaba excelentes oportunidades deportivas para piragüistas y navegantes. La Segunda Guerra Mundial supuso la destrucción de varias esclusas y presas del canal. Durante la Segunda Guerra Mundial, las tropas alemanas volaron tres esclusas, una docena de puentes y ocho presas. Después de la Segunda Guerra Mundial se restauró la parte polaca del canal.

### División y reconstrucción (1950-2005)
El rediseño de la posguerra de la frontera este de Polonia, ver Curzon Line, tuvo un impacto significativo en el canal. El Acuerdo Fronterizo entre Polonia y la URSS del 16 de agosto de 1945 trazó un segmento de la frontera entre Polonia y la República Socialista Soviética de Bielorrusia a lo largo del eje de la esclusa de Kurzyniec y más a lo largo del eje del canal durante 3,5 kilómetros adicionales. Durante la década de 1950, la República Popular de Polonia reconstruyó el canal desde el inicio en Bezbra hasta Tartak Lock, la parte restante en Polonia quedó inactiva después de los daños sufridos por la Segunda Guerra Mundial. La URSS no realizó ninguna reparación en la parte del canal situada en la RSS de Bielorrusia.  La parte bielorrusa del canal desde la partición se ha convertido en un ecosistema único, en 1970 se creó la Reserva Biológica Sapotskinsky para ayudar a preservar la zona.
Según la decisión del Ministro de Cultura y Artes de Polonia del 21 de diciembre de 1968 el Canal de Augustów en el tramo desde Augustów hasta la frontera estatal con la infraestructura: esclusas, presas, puentes, bancos de viviendas, servicios de mantenimiento de edificios, medio ambiente, paisaje y planta fue declarado monumento de la clase tecnológica I. Luego, el 9 de febrero de 1979, la decisión del Voivoda el Canal de Suwalki Augustów en toda su longitud fue inscrito en el registro de monumentos.

### Estatus de tesoro (2005 - presente)
El 8 de junio de 2005, basándose en la Resolución del Consejo de Ministros n.º 125/2005 de 22 de mayo de 2005, se concluyó el "Acuerdo entre el Gobierno de la República de Polonia y el Gobierno de la República de Bielorrusia sobre la reconstrucción del tramo fronterizo del Canal de Augustów." El objetivo del proyecto era restablecer el canal en condiciones operativas para los turistas, proporcionar una gestión racional del agua en el valle del río Hańcza Negro y restaurar el ecosistema natural de la vía fluvial. Otro acontecimiento es el reconocimiento del Canal de Augustów como Monumento Histórico - Reglamento del Presidente polaco de 15 de abril de 2007 (Dz. U. Nr 86 poz. 572). El canal es actualmente una zona de protección de la conservación propuesta por Polonia y Bielorrusia para su inscripción en la Lista del Patrimonio Mundial de la UNESCO.

## Geografía

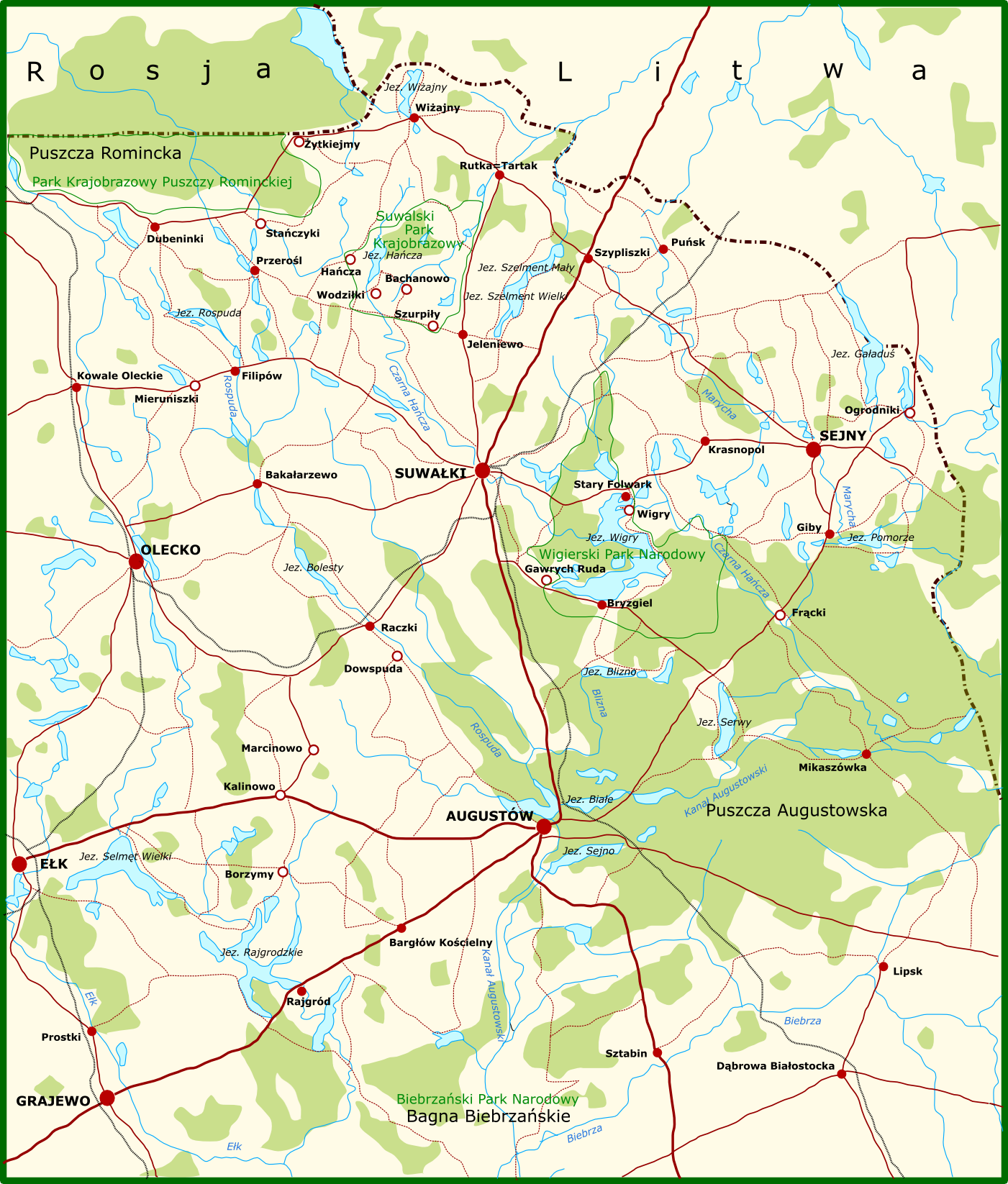
El canal Augustów está en la parte inferior derecha del mapa.

El canal utiliza una depresión posglacial y numerosos valles en el distrito de los lagos de Masuria que fueron modelados por la edad de hielo del Pleistoceno . Muchas de las colinas circundantes son partes de morrenas y muchos de sus lagos son lagos represados por morrenas. Se basa en la larga cadena natural de los lagos de Augustów y los ríos adyacentes. Las cualidades del paisaje hicieron posible la perfecta integración del canal con su entorno en sus 101,20 km de longitud. La superficie de la cuenca del canal en el lado polaco de la frontera es de 74,25 km2 y en el lado bielorruso, de 8,42 km2 para un total de 82,67 km2.
El canal conecta siete lagos naturales represados por morrenas: Necko, Białe, Studzieniczne, Orle, Paniewo, Krzywe y Mikaszewo; y 11 ríos: Biebrza, Netta, Czarna Hańcza, Klonownica, Plaska (Sucha Rzeczka, Serwianka), Mikaszówka, Perkucia, Szlamica, Wolkuszanka, Ostaszanka y Neman.  Las vías fluviales naturales están interconectadas por cortes e instalaciones hidráulicas con esclusas y presas, incluyendo caminos de sirga a lo largo de la orilla del canal y un sistema de carreteras, puentes y edificios. Una reserva de agua que alimenta el canal procede de fuera de la zona de amortiguación, de los lagos Sajno, Serwy y Wigry, todos ellos dentro de los límites de la zona protegida. Seis esclusas históricas, Przewięź, Paniewo, Perkuć, Sosnówek, Tartak y Kudrynki, son de fácil acceso desde la senda verde utilizada por senderistas y ciclistas.

## Economía

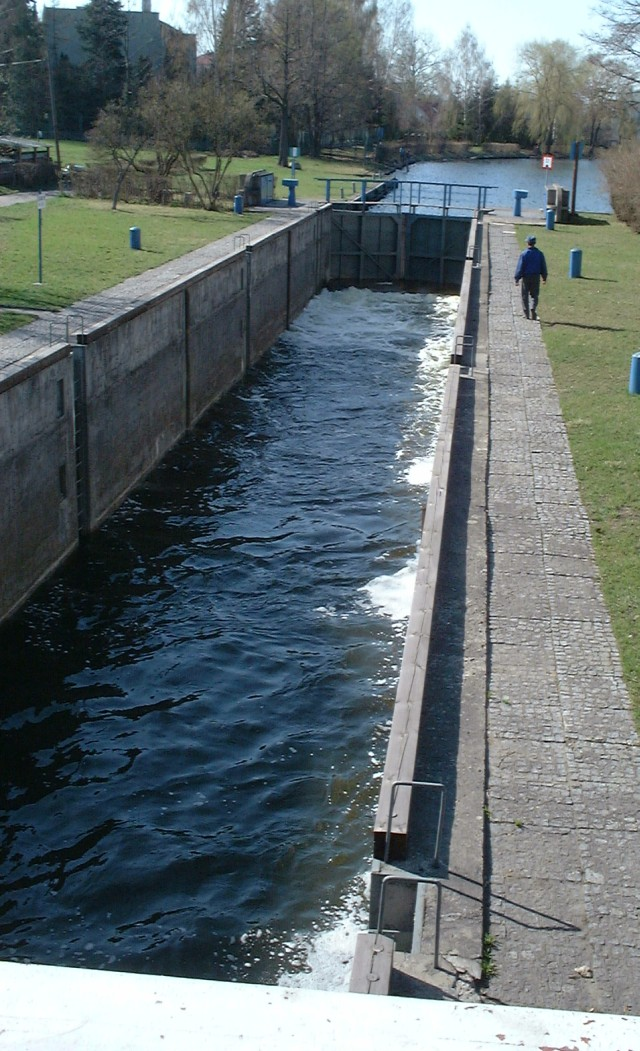
La esclusa de Augustów es la quinta esclusa del canal

El canal de Augustów siguió siendo, tras su finalización, una vía fluvial de importancia local que se utilizaba para la navegación comercial y para el transporte de madera hacia y desde el río Vístula y el río Niemen. El canal se utilizaba para transportar la harina, la sal, el grano, la piedra, el yeso, etc. En Augustów se construyó un gran puerto, además de varios caminos de sirga para que los caballos tiraran de las barcazas río arriba. El canal estaba diseñado para el paso de embarcaciones de hasta 40 m de largo, hasta 5 m de ancho y capaces de transportar hasta 10 toneladas de carga. 
Durante la segunda mitad del siglo XIX, la red ferroviaria, como el cercano ferrocarril San Petersburgo-Varsovia, comenzó a reemplazar al canal como el principal medio de transporte de mercancías. El cauce comenzó a decaer paulatinamente, a partir de 1852 sólo transportaba productos forestales y desde mediados de la década de 1860 el cauce del canal se comenzó a rajar.
A partir de finales de la década de 1920, el canal se convirtió por primera vez en una atracción turística. Era una ruta turística pintoresca que brindaba excelentes oportunidades deportivas para piragüistas,  y navegantes Después de la Segunda Guerra Mundial, se restauró la parte polaca del canal.
Actualmente el canal ofrece numerosas atracciones turísticas. Su belleza insuperable proviene de las cualidades naturales del paisaje con bosques de coníferas y lagos, especialmente alrededor de los ríos Biebrza y Netta, y atraviesa el bosque primitivo de Augustów de oeste a este. El mayor atractivo es navegar por la vía fluvial en kayak, canoa, barca pesquera o lancha a motor. También es posible visitar parte del canal y los lagos de Augustów en un barco de pasajeros.

## Infraestructura del canal
El Canal de Augustów fue el primer canal a nivel de cumbre en Europa Central que proporcionó un enlace directo entre los dos ríos principales, el río Vístula a través del río Biebrza . – un afluente del río Narew, y el río Niemen a través de su afluente – el río Czarna Hancza, y proporcionó un enlace con el Mar Negro al sur a través del canal Oginski, el río Daugava, el canal Berezina y el río Dnieper. Desde el momento en que se construyó por primera vez, los expertos describieron el canal como una maravilla tecnológica, con numerosas esclusas que contribuyen a su atractivo estético.
El canal de Augustów, que consta de 18 esclusas y 22 esclusas, se divide en dos secciones principales: el Oeste - desde la fusión de la esclusa de Biebrza Augusta (0,0 - 32,50 km); y el tramo Este - desde la esclusa de Niemnowo Augusta Bielorrusia (32,50 - 101,20 km).

### Cuenca del río Vístula
| Kilómetro   | Descripción | Coordenadas                         |
| ----------- | --- | ----------------------------------- |
| 0.0         | Inicio en el río Biebrza (84,2 km del nacimiento del río) |                                     |
| 0,35–10,95  | Río Netta canalizado | Río Netta canalizado                |
| 0.35        | Esclusa y presa de Dębowo |                                     |
| 10.95–32.50 | Canal lateral paralelo al río Netta | Canal lateral paralelo al río Netta |
| 13.20       | Esclusa de Sosnowo . Aliviadero para descargar el exceso de agua del tramo Sosnowo-Borki al río Netta |                                     |
| 19.25       | Esclusa de Borki |                                     |
| 19.35       | Presa para descargar el exceso de agua del tramo Borki-Białobrzegi al río Netta |                                     |
| 24.80       | Presa para descargar el exceso de agua del tramo Borki-Białobrzegi al río Netta |                                     |
| 26.60       | El canal atraviesa el pueblo de Białobrzegi, Weir para descargar el exceso de agua del tramo Borki-Białobrzegi al río Netta |                                     |
| 27.10       | Esclusa de Białobrzegi |                                     |
| 27.60       | Presa para descargar el exceso de agua del tramo Białobrzegi-Augustów al lago Sajno |                                     |
| 32.50       | Esclusa de Augustów Lock y presa de Augustów. La presa controla el flujo de salida del lago Necko al lago Sajna a través del canal Bystry ( en polaco: Kanał Bystry ).El objetivo es establecer una reserva de agua para abastecer el tramo Augustów-Dębowo del canal. |                                     |

### Cuenca del río Niemen
Esclusa de Augustów al río Niemen (32.50 km – 101,20 kilómetros)
| Kilometer    | Description                                                                                  | Coordenadas                                                                                  |
| ------------ | -------------------------------------------------------------------------------------------- | -------------------------------------------------------------------------------------------- |
| 32.50–43.50  | El canal atraviesa el lago Necko (1,7 km) y el lago Białe (6,7 km)                           | El canal atraviesa el lago Necko (1,7 km) y el lago Białe (6,7 km)                           |
| 43.50        | Esclusa de Przewięź                                                                          | 53°52′02″N 23°05′32″E / 53.867143, 23.092189                                                 |
| 43.50–47.50  | EL canal cruza el Lago Studzieniczne                                                         | EL canal cruza el Lago Studzieniczne                                                         |
| 47.40        | Esclusa de Swoboda                                                                           | 53°52′00″N 23°08′42″E / 53.866653, 23.1451                                                   |
| 47.40–57.00  | Canal a nivel de la cumbre con partes que atraviesan el lago Swoboda y el lago Gorczyckie    | Canal a nivel de la cumbre con partes que atraviesan el lago Swoboda y el lago Gorczyckie    |
| 53.00        | Conexión con el lago Serwy                                                                   |                                                                                              |
| 57.00        | Esclusa de Gorczyca                                                                          | 53°54′24″N 23°14′50″E / 53.90663, 23.24726                                                   |
| 57.00–60.90  | Canal artificial y travesía del lago Orle y del lago Paniewo                                 | Canal artificial y travesía del lago Orle y del lago Paniewo                                 |
| 60.90        | Esclusa de Paniewo                                                                           | 53°53′55″N 23°17′54″E / 53.898664, 23.298331                                                 |
| 63.00        | Esclusa de Perkuć                                                                            | 53°53′57″N 23°19′08″E / 53.8991, 23.318835                                                   |
| 63.00–69.10  | Un corto canal artificial y que atraviesa el lago Mikaszewo, cerca del pueblo de Mikaszówka  | Un corto canal artificial y que atraviesa el lago Mikaszewo, cerca del pueblo de Mikaszówka  |
| 69.10        | Esclusa y presa de Mikaszówka                                                                | 53°53′23″N 23°23′48″E / 53.889625, 23.396562                                                 |
| 70.30        | Esclusa y presa de Sosnówek                                                                  | 53°53′29″N 23°24′48″E / 53.891393, 23.413226                                                 |
| 70.50–94.60  | Río Hancza Negro canalizado                                                                  | Río Hancza Negro canalizado                                                                  |
| 74.40        | Esclusa y presa de Tartak                                                                    | 53°52′57″N 23°27′41″E / 53.882391, 23.461454                                                 |
| 77.40        | Esclusa y presa de Kudrynki                                                                  | 53°52′43″N 23°30′06″E / 53.878493, 23.501558                                                 |
| 80.00–83.40  | La frontera entre Polonia y Bielorrusia discurre a lo largo del eje del canal durante 3,4 km | La frontera entre Polonia y Bielorrusia discurre a lo largo del eje del canal durante 3,4 km |
| 81.75        | Esclusa y presade Kurzyniec. Sitio del antiguo pueblo de Kurzyniec.                          | 53°51′49″N 23°31′26″E / 53.86364, 23.523851                                                  |
| 83.40        | Presa de Wołkuszek                                                                           |                                                                                              |
| 83.40–101.20 | Tramo del canal en Bielorrusia                                                               | Tramo del canal en Bielorrusia                                                               |
| 85.00        | Esclusa de Wołkuszek                                                                         |                                                                                              |
| 91.50        | Esclusa y presa de Dąbrówka                                                                  | 53°51′46″N 23°37′25″E / 53.862862, 23.623599                                                 |
| 94.60        | El río Czarna Hańcza fluye en un canal natural hacia el río Neman                            |                                                                                              |
| 94.60–101.20 | Canal lateral paralelo al río Czarna Hańcza                                                  | Canal lateral paralelo al río Czarna Hańcza                                                  |
| 100.00       | Presa de Kurkul para descargar el exceso de agua del tramo Dąbrówka-Niemnowo al río Neman    |                                                                                              |
| 101.20       | Esclusa de Niemnowo                                                                          | 53°52′14″N 23°45′23″E / 53.870561, 23.756261                                                 |
| 101.20       | Río Niemen                                                                                   | 53°52′14″N 23°45′23″E / 53.870561, 23.756261                                                 |

## Reconocimiento
El canal es actualmente una zona de protección de conservación propuesta por Polonia y Bielorrusia para su inscripción en la Lista del Patrimonio Mundial de la UNESCO. El 30 de enero de 2004 se inscribió en la Lista Tentativa del Patrimonio Mundial de la UNESCO, en la categoría Cultural.
El canal también fue nombrado uno de los monumentos históricos nacionales oficiales de Polonia (Pomnik historii), designado el 16 de mayo de 2007. El Consejo del Patrimonio Nacional de Polonia se encarga de mantenerlo en su lista.